# Stauroglanis
Stauroglanis is een monotypisch geslacht van straalvinnige vissen uit de familie van de parasitaire meervallen (Trichomycteridae).

## Soort
- Stauroglanis gouldingi de Pinna, 1989